# Augenfleck

Augentierchen Euglena gracilis mit Zellkern (Ziffer 2), Chloroplasten (Ziffer 1) und rot gefärbtem Augenfleck (Ziffer 4); Erklärung zu den anderen Ziffern siehe Bildbeschreibung

Der Augenfleck (auch Stigma genannt) ist ein Sinnesorganell zumeist photosynthetisierender, begeißelter Protisten, das der Phototaxis dient.
Es liegt außerhalb oder innerhalb eines Chloroplasten am Vorderpol oder in der Zellmitte.
Sie bestehen aus Photorezeptoren und mehreren, mit einer Basalmembran voneinander abgegrenzten Lipidtropfen, in die Carotine eingelagert sind und daher als leuchtend orangerote Pigmentkörnchen erscheinen.
Augenflecken sind die einfachsten und (was die Anzahl der Trägerindividuen anbelangt) häufigsten ‚Augen‘ in der belebten Natur.
Sie finden sich bei Dinoflagellaten, Chlorophyta, Gelbgrünen Algen, Braunalgen, Euglenoida, Haptophyta und Cryptophyceae.
Von den Photorezeptoren der Augenflecken weitergeleitete Signale führen zu einer Veränderung des Schlagmusters der Flagellen und erzeugen eine phototaktische Reaktion.
Der Augenfleck ermöglicht es so den Zellen, nicht nur die Intensität, sondern auch die Richtung des Lichts zu erfassen und darauf zu reagieren, indem sie entweder in Richtung des Lichts (positive Phototaxis) oder weg vom Licht (negative Phototaxis) schwimmen.
Eine verwandte ‚photophobe‘ Reaktion (‚Photoshock‘) tritt auf, wenn die Zellen kurzzeitig einer hohen Lichtintensität ausgesetzt werden. Die Zelle stoppt, schwimmt kurz rückwärts und dann weiter in eine andere Richtung.
Die durch Augenflecken vermittelte Lichtwahrnehmung hilft so den Zellen, eine Umgebung mit optimalen Lichtbedingungen für die Photosynthese zu finden.

## Mikroskopische Struktur
Unter dem Lichtmikroskop erscheinen Augenflecken als dunkle, orange-rötliche Flecken oder Stigmata. Sie erhalten ihre Farbe von Carotinoid-Pigmenten, die in Pigmentkörnchen enthalten sind. Die Photorezeptoren befinden sich in der Plasmamembran, die über den Pigmentkörnchen liegt.
Der Augenfleck von Euglena umfasst den Paraflagellar-Körper, der den Augenfleck mit dem Flagellum verbindet. Im Elektronenmikroskopie erscheint der Augenspotapparat als eine hoch geordnete Lamellenstruktur.

Schematischezeichnung einer Chlamydomonas-Zelle mit Zellkern (Ziffer 5), becherförmigem Chloroplast (Ziffer 6) und Augenfleck (Ziffer 4)

Bei Chlamydomonas ist der Augenfleck Teil des Chloroplasten und erscheint als Sandwichstruktur aus mehreren Membranen. Es ist zusammengesetzt aus der Außen-, Innen- und Thylakoidmembran des Chloroplasten, die ein mit Carotinoiden gefülltes Granulat umschließen. Die Granulatstapel wirken als Verzögerungsplatte (genauer Viertelwellenplatte, λ/4-Plättchen) und reflektieren einfallende Photonen (Lichtquanten) zurück zu den darüber liegenden Photorezeptoren, während sie gleichzeitig die Photorezeptoren vor Licht aus anderen Richtungen abschirmen. Die Struktur zerfällt während der Zellteilung und bildet sich in den Tochterzellen wieder in asymmetrischer  Weise zum Zytoskelett. Diese asymmetrische Positionierung des Augenflecks in der Zelle ist für die richtige Phototaxis unerlässlich.

## Augenfleck-Proteine
Die wichtigsten Augenfleckenproteine sind die Photorezeptorproteine, die das Licht wahrnehmen.
Die in einzelligen Organismen gefundenen Photorezeptoren lassen sich in zwei Hauptgruppen einteilen: Flavoproteine und Rhodopsine (englisch Retinylidene proteins).
Flavoproteine sind dadurch gekennzeichnet, dass sie Flavinmoleküle als Chromophore (Farbträger) enthalten, während die Retinylidenproteine Retinal enthalten.
Das Photorezeptorprotein in Euglena ist wahrscheinlich ein Flavoprotein.
Im Gegensatz dazu wird die Chlamydomonas-Phototaxis durch Rhodopsine vom Archaeen-Typ vermittelt.
Neben den Photorezeptorproteinen enthalten Augenflecken eine Vielzahl von Struktur-, Stoffwechsel- und Signalproteinen. Bei Chlamydomonas besteht das Augenfleck-Proteom aus etwa 200 verschiedenen Proteinen.

## Photorezeption und Signalübertragung
Bei Euglena wurde als Photorezeptor eine blaulichtaktivierte Adenylylcyclase identifiziert.
Die Anregung dieses Rezeptorproteins führt zur Bildung von cyclischem Adenosinmonophosphat (cAMP) als Second Messenger (sekundärer Botenstoff). Die chemische Signaltransduktion (Signalübertragung) löst letztendlich Änderungen im Schlagmuster der Flagellen und in der Zellbewegung aus.
Bei Chlamydomonas enthalten die Rhodopsine vom Archaeen-Typ einen Chromatophor mit all-trans-Retinyliden, der eine Photoisomerisierung zu einem 13-cis-Isomer eingeht (d. h. unter Lichteinfluss geht das Retinyliden von der all-trans- in die isomere 13-cis-Form über).
Dadurch wird ein Photorezeptorkanal aktiviert, der zu einer Änderung des Membranpotentials und der zellulären Calciumionenkonzentration führt.
Die photoelektrische Signaltransduktion löst letztlich Änderungen bei Flagellenbewegungen und damit Zellbewegungen aus.

## Strombidium
Ein besonderer Fall von Augenflecken wurde bei dem Wimperntierchen Strombidium oculatum (nach WoRMS ein Synonym für Strombidium tintinnodes) gefunden: Dieses benutzt Grünalgen der Unterordnung Chlamydomonadina (Ordnung Chlamydomonadales) als Endosymbionten. Diese vermehren sich jedoch schneller als ihr Wirt, so dass die überschüssigen Endosymbionten abgebaut werden – bis auf Stigmata, die sich im vorderen Teil (‚apikal‘) des Wirts ansammeln und einen ‚Augenfleck‘ bilden. Diese geraubten Stigmata stammen also aus der Chlorophyten-Beute, sind somit (per Definition) Kleptoplastiden.